# Клаут (Порденоне)
Клаут (итал. Claut) је насеље у Италији у округу Порденоне, региону Фурланија-Јулијска крајина.
Према процени из 2011. у насељу је живело 787 становника. Насеље се налази на надморској висини од 614 м.

## Становништво
| 1936. | 1951. | 1961. | 1971. | 1981. | 1991. | 2001. | 2011. |
| ----- | ----- | ----- | ----- | ----- | ----- | ----- | ----- |
| 2.064 | 2.408 | 2.366 | 1.789 | 1.577 | 1.327 | 1.181 | 1.005 |